# 舟形の戦い
舟形の戦い（ふながたのたたかい）は、戊辰戦争時の、新政府軍の庄内藩追討作戦の際の舟形で新政府軍と旧幕府軍の戦いの名称である。

## 背景
7月11日の真夜中に庄内藩の二番大隊は楯岡を出発、羽州街道を引き返し尾花沢を通り舟形に到着した。到着すると酒井吉之丞は、すぐに軍議を開いた。その時、新庄藩の裏切りによって手引きされた新政府軍が、旧幕府軍の奇襲攻撃を受けて潰走しているという探索方の情報を聞く。
そこで軍議の方針は即時の新庄城の攻撃と、庄内藩一番大隊の到着をまって共に新庄城を攻撃するかという二つに割れた。結果は即時の新庄城攻略に決まったが、結局7月12日の攻撃開始になり舟形に宿陣した。
7月12日に兵糧が不足しているので一番大隊を待つことになったが一番大隊が遅れるので二番大隊のみで戦うことになった。
7月12日、前日より金山に宿営していた新政府に、庄内藩が新庄を攻撃しようとしている情報が入ったため7月13日に新政府軍が舟形の庄内軍に攻撃を開始した。実際に庄内兵と戦ったのは薩摩兵と新庄兵で他の軍は敗走した。庄内藩の完勝であった。